# 仁比山村
仁比山村（にいやまむら）は、佐賀県神埼郡にあった村。現在の神埼市の一部にあたる。

## 地理
城原川の上流左岸、脊振山地の山麓に位置していた。

## 歴史
- 1889年（明治22年）4月1日、町村制の施行により、神埼郡的村、志波屋村、鶴村、城原村が合併して村制施行し、仁比山村が発足[1][2]。旧村名を継承した的、志波屋、鶴、城原の4大字を編成[2]。
- 1908年（明治41年）仁比山郵便局開設[2]
- 1916年（大正5年）電気点灯[2]
- 1955年（昭和30年）3月31日、神埼郡神埼町、西郷村と合併し、神埼町が存続して廃止された[1][2]。合併後、神埼町大字的・志波屋・鶴・城原となる[2]。

### 地名の由来
次の諸説あり。
1. 丹（仁）を産出する井のある山であったため。
2. 円仁が「日吉宮」の額を地中から掘り出し仁明天皇に奉上し、仁明天皇の「仁」と比叡山の「比」をとり仁比山護国寺の勅号を得たことによる。

## 産業
- 農業、養蚕、製紙、製粉[2]
- 産物：柿、ミカン、梨、桃、傘紙[2]

## 交通
1923年（大正12年）頃、成富自動車商会が神埼 - 仁比山間の乗合自動車を運行開始。

## 教育
- 1892年（明治25年）尋常允弁小学校の石井ケ里分教場を廃止[2]。1893年（明治26年）尋常允弁小学校が仁比山尋常小学校に改称し、三谷分教場を三谷尋常小学校とし、馬郡に分教場を置く[2]。1896年（明治29年）仁比山尋常小学校は飯町東部に新築移転し三谷尋常小学校を併合し馬郡分教場を廃止[2]。1908年（明治41年）高等科を併置し仁比山尋常高等小学校となる[2]。

## 名所・旧跡
- 仁比山城[3]
- 仁比山神社[3]